# Hochkommissar (Commonwealth)
Der Begriff Hochkommissar (englisch High Commissioner) bezeichnet unter anderem den höchsten diplomatischen Vertreter eines Commonwealth-Landes in einem anderen Land des Commonwealth.
Der Commonwealth of Nations umfasst derzeit 56 Mitgliedsstaaten, von denen 15 (die so genannten Commonwealth Realms) den britischen Monarchen als ihr Staatsoberhaupt anerkennen. Aus diesem Grund werden die diplomatischen Beziehungen zwischen diesen Ländern nicht auf dem Niveau von Botschaftern, sondern von Hochkommissaren geführt. Kommissar ist dabei der einem Konsul entsprechende Rang.
Kommissare aus den Commonwealth Realms erhalten von ihrer Regierung ein informell gehaltenes Letter of introduction (Vorstellungsschreiben), während Kommissare mit eigenem Staatsoberhaupt sich durch ein Letter of commission (Auftragsschreiben) ausweisen.
Mit High Commissioner wurde zur Zeit des Britischen Weltreiches der mit dem Regieren von abhängigen Gebieten, etwa von Mandatsgebieten (die im Gegensatz zu Kronländern nicht von einem Generalgouverneur verwaltet wurden), beauftragte leitende Beamte des  Colonial Office bezeichnet.

## High Commissioner nach Land
- High Commissioner of the United Kingdom to New Zealand